# Église Saint-Martin de Chambray
L'église Saint-Martin est une église catholique située à Chambray en France.

## Localisation
L'église est située dans le département français de l'Eure dans le bourg de la commune de Chambray, rue de l'Église.

## Historique
Une église est mentionnée dès le début du XIe siècle dans une charte de Richard II.
L'édifice actuel est daté du XVIe siècle et consacré en 1552 par l'évêque d'Hippone, Jean, le clocher au siècle suivant,.
Des travaux sont réalisés au cours des XIXe siècle-XXe siècle. Un curé occupe la charge de 1880 à 1923.
L'édifice est inscrit au titre des monuments historiques le 22 juillet 1996.
Des travaux ont eu lieu au début des années 2000, subventionnés par la Fondation pour la sauvegarde de l'art français. Une association s'est créée au même moment, dont le but est d'épauler à la restauration de l'édifice.

## Architecture et mobilier
L'édifice comporte du mobilier intéressant et protégé dont une poutre de gloire du XVIe siècle, une sainte Barbe du XVIe siècle.